# Sporangium
Et sporangium eller sporangie (flertal: sporangia eller sporangier) er en struktur hos planter, svampe og visse protozoer der producerer og indeholder sporer.

## Typer
Hos Frøplanter er den voksne plante en sporofyt hvor mikro-sporangier udgøres af støvdragerne hos blomsterplanterne og af mikro-sporofyllerne på hanlige "kogler" kaldet strobili hos de nøgenfrøede. Mega-sporangier er de tilsvarende hunlige strukturer, dvs. støvfang og frugtknude hos blomsterplanterne, og koglerne hos de nøgenfrøede.
Hos karsporeplanterne er den voksne plante en sporofyt der udvikler sporehuse, makro-sporangier – enten på alle blade, eller hos nogle grupper kun på særlige fertile blade kaldet sporofyller. Hos Padderokplanter og Ulvefodsplanter sidder sporehusene som regel i grupper i såkaldte strobili, kolbe- eller aks-lignende grupper af sporehuse, ofte gullige, gulbrune eller gulgrønne, placeret for enden af stænglen eller på en særlig sporehus-stilk.
Hos Mosser, Levermosser og Hornblade er gametofytten den almindeligt kendte fase af planten, dvs. selve den grønne mospude. Her sidder sporehusene i spinkle strukturer, ofte kaldet kapsler, som rejser sig på en tynd stilk over mospuden. Denne sporofytiske vækst udgår fra selve gametofytten efter at de hanlige og hunlige gameter er sammensmeltet, dvs. befrugtningen har fundet sted. Sporofytten er i begyndelsen grøn af klorofyl, men bliver senere brun og dermed afhængig af gameten (mospuden) for nærings-forsyning.

### Eusporangia og Leptosporangia
- I et leptosporangium, der kun forekommer hos bregner, sker udviklingen fra en enkelt celle, der bliver til både stilk, væg og sporerne inde i sporangiet. Der er ca. 64 sporer i et leptosporangium.
- I et eusporangium, der forekommer hos alle andre planter – både Frøplanter, planter der er mere primitive en bregner og visse primitive bregner (Marattiales og Slangetunge-ordenen), sker udviklingen fra et lag af celler. Et eusporangium er større, og sporehusvæggen består af flere lag.

### Synangium
En gruppe af sporangia der er vokset sammen kaldes et synangium. Denne struktur forekommer primært hos Psilotum og Marattiales.